# Інґо фон Бредов
Інґо фон Бредов (нім. Ingo von Bredow, 12 грудня 1939 — 4 листопада 2015) — німецький яхтсмен.
Бронзовий призер Олімпійських Ігор 1960 року в класі Летючий голандець, учасник 1956 року.